# 西圣克拉拉
西圣克拉拉（葡萄牙語：Santa Clara d'Oeste）是巴西圣保罗州的一个市镇。总面积183.399平方公里，总人口1847人，人口密度10.1人/平方公里。